# Hugo Wiener

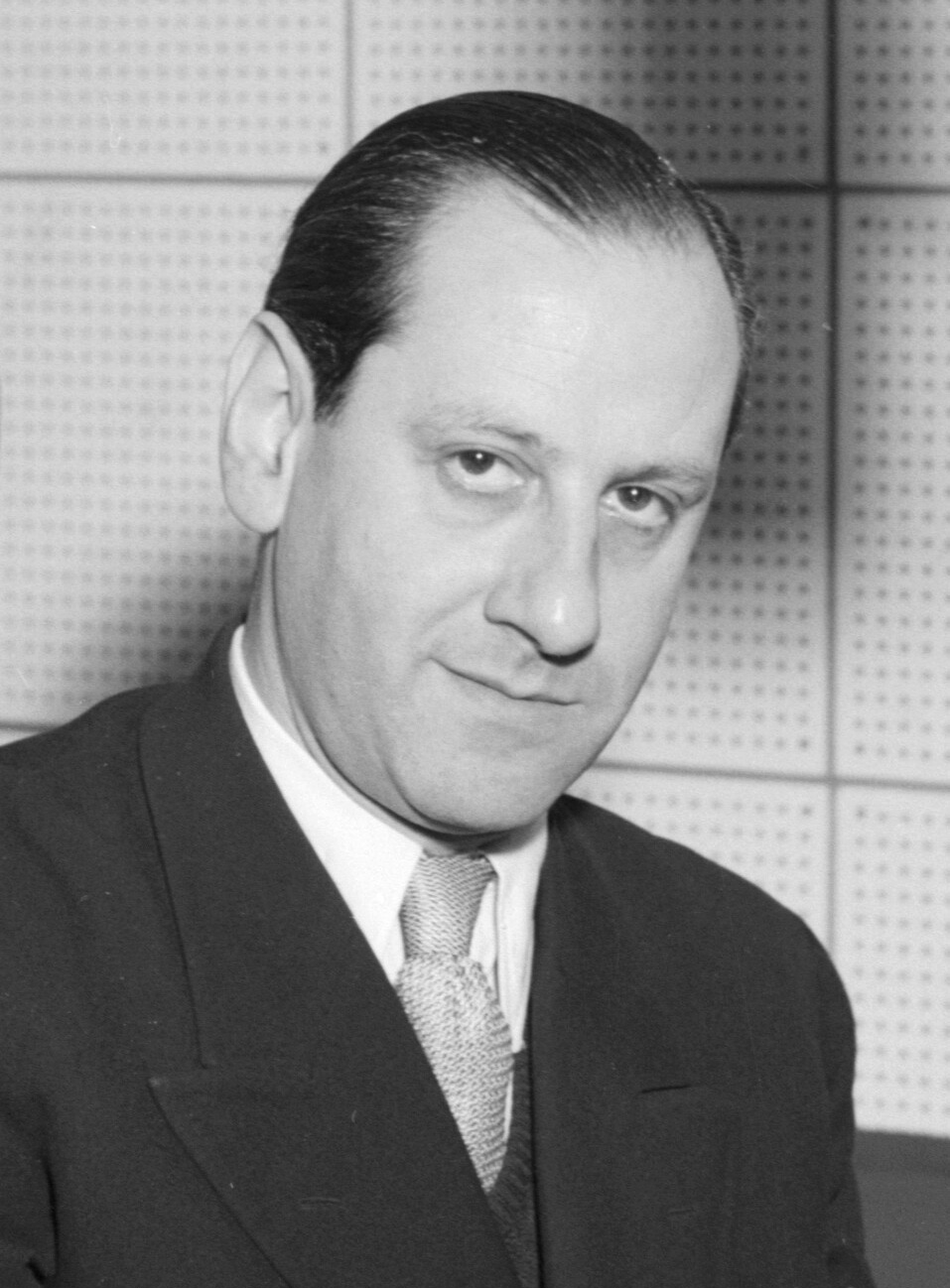
Hugo Wiener im Studio des Senders Rot-Weiß-Rot (1950)

Hugo Wiener (* 16. Februar 1904 in Wien, Österreich-Ungarn; † 14. Mai 1993 ebenda) war ein österreichischer Komponist, Librettist, Chanson-, Kabarett-, Drehbuch- und Bühnen-Autor sowie Pianist.

## Leben

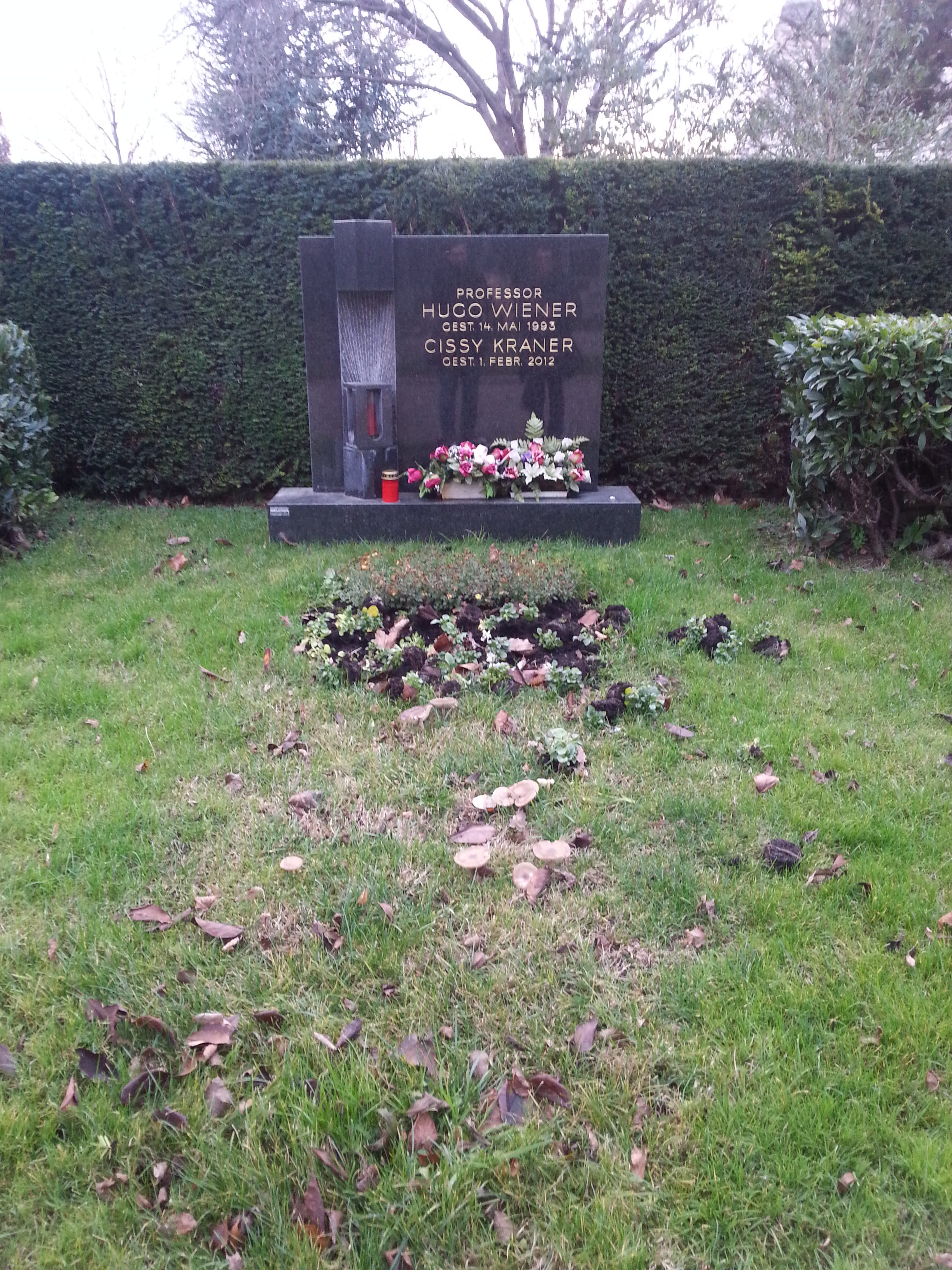
Grab von Hugo Wiener und seiner Frau Cissy Kraner auf dem Wiener Zentralfriedhof, Gruppe 33 G, Nummer 3 (Dez. 2014)

Schon während der Schulzeit begann Hugo Wiener ein privates Musikstudium, nach der Schule arbeitete er als Statist und Korrepetitor am Wiener Raimundtheater.
Von 1928 bis 1938 schrieb er Revuen für die Kabarettbühne Femina, 25 davon entstanden zwischen 1930 und 1933 aus der Zusammenarbeit mit dem Librettisten Kurt Breuer (* 29. August 1896 in Wien; † 20. Dezember 1960 in New York City). Auch das Wiener Kabarett ABC zeigte seine Stücke. 
Dem Juden Wiener gelang 1938 die Flucht aus Wien, indem er mit der Revuebühne Femina eine Einladung nach Bogotá (Kolumbien) annahm. Den dafür benötigten Reisepass bekam er allerdings erst, als ihm Fritz Imhoff einen Blankoscheck zur Bezahlung der sogenannten „Reichsfluchtsteuer“ ausstellte. Seine Familie, die in der Folge nach Polen deportiert wurde, musste er in Österreich zurücklassen. Auf der Fahrt nach Bogota lernte er das neue Ensemblemitglied der „Femina“, Cissy (Gisela) Kraner, kennen, die er 1943 in Caracas (Venezuela) heiratete. Nach eigenen Angaben habe er die Zeit im Exil kaum durchgestanden, da ihn die Angst um seine in Europa zurückgelassene Familie und die Absurdität, als deutschsprachiger Autor auf einem spanischsprachigen Kontinent zu leben, mehrmals an den Rand des Suizids brachte. Schließlich eröffneten sie in Caracas eine Pianobar, mit der sie großen Erfolg hatten, kehrten aber 1948 nach Wien zurück. Ab 1950 waren sie Ensemblemitglieder des Wiener „Simpl“, wo er zu einem großen Teil die berühmten Doppelconférencen für Karl Farkas und Ernst Waldbrunn schrieb. 1965 kam es zum Bruch mit Farkas.
Hugo Wiener schrieb über hundert Kabarettprogramme und an die 400 Chansons, die durch die einzigartige Interpretation Cissy Kraners zum Erlebnis wurden. Neben Drehbüchern wie für „Das verrückte Paar“ des ZDF verfasste er musikalische Lustspiele und Operettenlibretti und bearbeitete Musicals und Operetten.
Eine besondere Fähigkeit Wieners war, seine Texte den jeweiligen Interpreten „auf den Leib“ zu schreiben.
Er ist in einem Ehrengrab zusammen mit seiner Frau Cissy Kraner auf dem Wiener Zentralfriedhof (Gruppe 33 G, Nummer 3) beigesetzt. 1997 wurde der Hugo-Wiener-Weg im 22. Bezirk Donaustadt nach ihm benannt, 1999 der Hugo-Wiener-Platz im 4. Bezirk Wieden; nach seiner Frau wurde 2013 auf der Wieden der Cissy-Kraner-Platz benannt.

## Werke (Auswahl)
Chansons
- Novak-Lieder:
  - Aber der Novak läßt mich nicht verkommen (1954[2][3] – Diese Fassung musste in Deutschland später mit dem Vermerk versehen werden: „Achtung! Verkauf an Jugendliche verboten lt. Entscheidung der Bundesprüfstelle 798 vom 16. Okt. 1960“, was auf einer Verwechslung mit der Gisela-Parodie basierte.)
  - Der Novak will nichts mehr von mir wissen (Der Tragödie 2. Teil)[4] (1956[5])
  - Aber den Novak lass' ich nicht verkommen. Der Tragödie dritter Teil (eingespielt im Dezember 1962[6] – Eine Strophe ist nicht die erste wörtliche Nebenbei-Erwähnung, aber die erste Thematisierung von Homosexualität auf Schallplatte nach dem Zweiten Weltkrieg.[6])
  - Ab 1957 begann Gerhard Hildebrand, aka Alexander Gorski zur ersten Strophe neue, gewagtere hinzuzufügen, welche von seiner Freundin und zeitweiligen Lebenspartnerin, der Schwabinger Gisela in ihrem Lokal vorgetragen wurden und teilweise auf Schallplatte erschienen sind.[6] (z. B. Aber der Novak …, Der Novak 2. Teil, Der Novak III. Teil)
- Eine verzwickte Verwandtschaft
- Ich kann den Novotny nicht leiden!
- Ich wünsch' mir zum Geburtstag einen Vorderzahn
- Opernbesuch
- Wie man eine Torte macht
- Auf der Panozza-Lacken
- Das Gebet (k)eine Jungfrau
- Die Diätätvolle
- So wie das Mädchen Rose-Marie
- Ich möcht so gern ein Teenager sein
- Ja, ja das Quiz
- Herr Kern sieht fern
- Warum kann ich nicht die Marilyn Monroe sein
- Ich muss aus dem Milieu heraus
- Die auch so grausame Geschichte vom kleinen Albert

Satiren
- Das Beste aus dem Simpl. Amalthea-Verlag, Wien 1973.
- Beste Geschichten. Ullstein, Frankfurt am Main 1989, ISBN 3-548-22158-0.
- Seid nett zu Vampiren. Satiren. Amalthea-Verlag, Wien 1976, ISBN 3-85002-071-1.
- Zebras sind keine Elefanten. Beste Satiren. 3. Auflage. Amalthea-Verlag, Wien 1991, ISBN 3-85002-154-8.
- Doppelconférence. Satirisches. Ullstein, Frankfurt am Main 1992, ISBN 3-548-22797-X (Sketche für Karl Farkas, Maxi Böhm, Heinz Conrads, Fritz Muliar und Ernst Waldbrunn).
- Der Blöde und der Gscheite. Die besten Doppelconferencen. Amalthea-Verlag, Wien 2006, ISBN 3-85002-554-3.
- Heiterkeit auf Lebenszeit. Ausgewählte Satiren. Ullstein, Frankfurt am Main 11990, ISBN 3-548-22289-7.
- Ich erinnere mich nicht. Satiren; k(m)eine Memoiren. 4. Auflage. Dtv, München 1985, ISBN 3-423-01340-0.
- Kleine Geschenke erhalten die Feindschaft. Neue Satiren. Droemer Knaur, München 1986, ISBN 3-426-02151-X.
- Krokodile fliegen nicht. Satiren aus Wien. 4. Auflage. Dtv, München 1982, ISBN 3-423-01261-7.
- „Lesen Sie wohl!“ Satiren. Ullstein, Frankfurt am Main 1991, ISBN 3-548-22072-X.
- Die lieben Verwandten und andere Feinde. Ullstein, Frankfurt am Main 1988, ISBN 3-548-20806-1.
- Verliebt, verlobt, geheiratet. Satiren. Fischer Taschenbuchverlag, Frankfurt am Main 1980, ISBN 3-596-22463-2.
- Immer mit der Ruhe. Satiren. Amalthea-Verlag, Wien 1985, ISBN 3-85002-202-1.
- Strichweise Sonne. Neue Satiren. Amalthea-Verlag, Wien 1981, ISBN 3-85002-140-8.
- Wie das Leben so spielt. Satiren. Moewig-Verlag, Rastatt 1982, ISBN 3-8118-4816-X.
- Ein Grund zum Feiern. Meine Frau und ich. Amalthea-Verlag, Wien 1983, ISBN 3-85002-184-X.
- Das sind ja schöne Geschichten, Neue Satiren. Amalthea-Verlag, Wien 1983, ISBN 3-85002-171-8.
- Diskretion Nebensache. Neue Satiren. Amalthea-Verlag, Wien 1989, ISBN 3-85002-280-3.
- Ich gratuliere mir. Die besten Satiren. Amalthea-Verlag, Wien 2004, ISBN 3-85002-512-8.

Autobiographie
- Zeitensprünge. Erinnerungen eines alten Jünglings. Ullstein, Frankfurt am Main 1994, ISBN 3-548-35441-6.

Comicbuch
- Der Blöde und der Gscheite – Die besten Doppelconferencen. Mitautor und Illustrator Reinhard Trinkler, Vorwort von Georg Markus. Amalthea Signum Verlag, Wien 2014, ISBN 978-3-85002-888-2.

Revuen
- Graz steht Kopf. Eine lustige Sommerrevue in 26 Bildern. Musik von Noel Gay, Franz Steininger, Karl Komjati, Hermann Leopoldi und Hugo Wiener. UA am 24. Juni 1933 im Grazer Stadt-Theater.[7]

Bearbeitungen
- Auf der grünen Wiese. Operette (von Vladimír Tolarski).
- Pension Schöller. Posse (von Carl Laufs und Wilhelm Jacoby).

## Auszeichnungen
- Goldenes Verdienstzeichen der Republik Österreich
- Goldenes Ehrenzeichen für Verdienste um das Land Wien
- Ehrenkreuz für Wissenschaft und Kunst I. Klasse
- Kulturpreis des Landes Niederösterreich
- Ybbser Spaßvogel 1989